# Catherine de Sienne Cottin
Catherine de Sienne Jeanne Léonie Marie Louise Cottin, född 28 december 1914 i Lyon i Frankrike, död 30 juni 2006 i Stockholm, var en fransk-svensk nunna och priorinna. Hon var ledare för systrarna inom Den Helige Dominikus Romerska Kongregation (CRSD) i Sverige.

## Biografi
Catherine de Sienne Cottin föddes i Lyon 1914, några månader efter första världskrigets utbrott. Modern var hemmafru och fadern, som under kriget var borta hemifrån för militärtjänst, var börsmäklare. Efter krigets slut utökades familjen med två söner. Catherine de Sienne Cottin tillbringade hela sin skoltid i Sacré-Cœur-systrarnas skola i Lyon och tog studentexamen där 1932. Sedan följde studier i humaniora vid Faculté catholique i Lyon, där hon förvärvade sin Licence ès Lettres 1936. Efter börskraschen 1929 blev familjens ekonomi ansträngd och Catherine de Sienne Cottin började redan 1933 att vid sidan av sina studier undervisa i historia och latin vid Cours Belmont för försörjningens skull.
År 1938 blev Catherine de Sienne Cottin klar över sin kallelse att bli dominikansyster och planerade att söka till ett novitiat läsåret 1938/1939. Men på grund av krigsutbrottet och de svårigheter detta skapade i familjen, beslöt hon att stanna kvar i Lyon för att stödja föräldrarna och fortsätta sin lärartjänst. Först 1941 begav hon sig till dominikansystrarnas utbildningskloster i Voreppe, nära Grenoble, och avlade där sina tidsbegränsade klosterlöften 1943. Utbildningen fortsatte sedan i Lourdes, där systrarna drev en liten internatskola, och i Pensier utanför Fribourg i Schweiz.
Catherine de Sienne Cottin blev 1945 utnämnd till novismästarinna med uppgift att vägleda nya systrar i det dominikanska ordenslivet och vad det innebar av bön, gemenskapsliv, studier och förkunnelse. Detta trots att hon knappt var färdigutbildad. Hon blev mycket uppskattad som novismästarinna och flera generationer av systrar fick förmånen att handledas av henne, först i Frankrike 1946–1955 och sedan i Sverige 1972–1986. För många fungerade hon även som andlig vägledare och samtalspartner långt efter novistidens slut.

### Tiden i Sverige
Den kongregation av dominikansystrar som Catherine de Sienne Cottin tillhörde bedrev sedan 1931 verksamhet i Sverige. Tidigt i sitt ordensliv ansökte hon hos ledningen om att få komma till Sverige. Som skäl angav hon en önskan att vara nära lutheraner. År 1956 förverkligades denna längtan. Hon blev då placerad i kommuniteten i Stockholm. Tillsammans med några andra systrar undervisade hon i franska. Efter ett par år utsågs hon till priorinna i kommuniteten.
Under sitt nära 50 år aktiva liv som dominikansyster i Sverige anförtroddes Catherine de Sienne Cottin ledande funktioner. Fram till 1969 var hon priorinna i Stockholmskommuniteten. Detta uppdrag hade hon även 1991–1994 i den kommunitet som då ansvarade för Stiftsgården Marielund på Ekerö. I ett par omgångar, 1969–1972 samt 1988–1991, var hon föreståndare för den svenska viceprovinsen inom den internationella gemenskapen Den Helige Dominikus Romerska Kongregation (CRSD). I Sverige levde och arbetade hon i följande kommuniteter: Stockholm (Sankta Ingridshemmet, Villagatan 21), Stiftsgården Marielund på Ekerö, Märsta samt åter Stockholm (Västmannagatan 83).
Hos Catherine de Sienne Cottin förenades olika egenskaper, vilka kom till god användning i hennes nya hemland. Hon var en fransk intellektuell med kritisk analysförmåga och hon läste gärna aktuell fransk teologi, som vid årtiondena närmast efter Andra Vatikankonciliet (1962–1965) präglades av nytänkande och dialog med omvärlden. Dessa nya idéer, som bekräftade hennes egna uppfattningar, förmedlade hon till systrarna och genom hennes inflytande kom deras ordensliv att förnyas. Catherine de Sienne Cottin intresserade sig även för vad som pågick i svenskt kyrko- och samhällsliv. Efter att ha levt i landet i mer än 20 år tyckte hon 1978 att det var dags att bli svensk medborgare, bland annat för att kunna få rösta i det land där hon bodde.
Catherine de Sienne Cottin undvek att tala offentligt på grund av blyghet. Skriftligt efterlämnade hon endast boken I kyrkans mitt. Kloster, ordnar och kongregationer, 1989, som hon skrev tillsammans med klostersystern Catharina Broomé.
Vid slutet av 1980-talet, då Catherine de Sienne Cottin var viceprovinsial och en bra bit över 70 år, tog hon initiativ till en förändring som blev avgörande för dominikansystrarnas fortsatta liv och arbete. Huset på Villagatan i Stockholm såldes 1990 och därmed frigjordes resurser för en ny inriktning av dominikansystrarnas arbete. Systrarna flyttade till mindre och mer lättskötta bostäder, dels i Stockholms innerstad, dels i Märsta. Då kunde de i högre grad ägna sig åt arbetsuppgifter såsom församlingsarbete, skrivande, forskning och undervisning, ekumenik, interreligiös dialog samt arbete för rättvisa och fred.
Mot slutet av sitt liv drabbades Catherine de Sienne Cottin av en ögonsjukdom, som hindrade henne från att läsa, och hon fick en stroke som påverkade hennes fysiska allmäntillstånd. Innan hon avled 2006 fick hon glädjen att uppleva några av de konkreta resultat som hennes initiativ till uppbrott och förnyelse lett fram till.
Efter att både Catherine de Sienne Cottin och Catharina Broomé avlidit 2006 respektive 2007 inrättade Samfundet Dominikansystrarna - CRSD fonden ”Tradition och förnyelse” till deras minne. Fondens ändamål är att finansiera föreläsningar med aktuella kvinnliga teologer, som gjort sig internationellt kända genom sin nydanande forskning.
Catherine de Sienne Cottin är begravd på Katolska kyrkogården, på Norra begravningsplatsen i Solna.